# Liste des maires d'Alès
 (mars 2025).
Si vous disposez d'ouvrages ou d'articles de référence ou si vous connaissez des sites web de qualité traitant du thème abordé ici, merci de compléter l'article en donnant les références utiles à sa vérifiabilité et en les liant à la section « Notes et références ».
Ce tableau reprend l'ensemble des maires d'Alès, sous-préfecture du Gard (France), ou des personnes qui ont exercé à titre provisoire la fonction de maire, depuis février 1790.

## Liste des maires
| Période                                  | Période           | Identité                                                                                                | Étiquette        | Qualité |
| ---------------------------------------- | ----------------- | --- | ---------------- | --- |
| 16 décembre 1786                         | 29 novembre 1792  | Jean-Louis de Firmas-Peries                                                                             |                  | Consul-maire depuis le 16 décembre 1786, fut nommé maire après 1789 et en exerça les fonctions jusqu'au 29 novembre 1792 |
| 29 novembre 1792                         | 8 avril 1800      | Jacques Antoine Sugier ; Jean-Pierre Pignol ; Jacques louis Dhombres ; Antoine Soustelle ; Ainé Sagnier |                  | ont rempli successivement les fonctions d'administrateur, sous titre de président ou d'agent municipal, depuis 1792 jusqu'au rétablissement des municipalités en 1800                                                                       |
| 8 avril 1800                             | 10 avril 1815     | Jean-Louis de Firmas-Peries                                                                             |                  | |
| 10 avril 1815                            | 22 juillet 1815   | Jean-Louis Guiradet-Laliquière                                                                          |                  | |
| 22 juillet 1815                          | février 1816      | Louis-Jean-François Pages                                                                               |                  | |
| février 1816                             | 10 juin 1818      | Louis-Jean-François Pages                                                                               |                  | |
| 10 juin 1818                             | 9 mars 1828       | Louis-Augustin Baron d'Hombres-Frimas                                                                   |                  | |
| 9 mars 1828                              | 22 avril 1829     | François Hyppolyte Chaber                                                                               |                  | |
| 22 avril 1829                            | 16 août 1831      | Denis de Chapel                                                                                         | Orléaniste       | |
| 16 août 1831                             | 20 août 1834      | Eugène Noguier                                                                                          |                  | |
| 20 août 1834                             | 1er avril 1836    | Edouard Gide                                                                                            |                  | |
| 1er avril 1836                           | 26 octobre 1838   | André Chamayou                                                                                          |                  | |
| 26 octobre 1838                          | 18 octobre 1843   | Auguste Serre                                                                                           |                  | |
| 18 octobre 1843                          | 3 mars 1843       | Emile Guiraudet                                                                                         |                  | |
| 3 mars 1843                              | 14 septembre 1848 | Jules Duclaux-Monteil                                                                                   |                  | Avocat et notaire |
| 14 septembre 1848                        | 22 décembre 1849  | Louis-François-Alaric de Bérard, marquis de Montalet-Alais                                              | Légitimiste      | |
| 22 décembre 1849                         | 27 décembre 1852  | Isidore Julien                                                                                          |                  | Avocat |
| 27 décembre 1852                         | 14 juin 1855      | Félix Varin d'Ainvelle                                                                                  | Bonapartiste     | Député du Gard (1853-1857) |
| 14 juin 1855                             |                   | Étienne Duclaux-Monteil                                                                                 |                  | Avocat et notaire |
| 1878                                     | 189.              | Miranda Malzac                                                                                          | Radical          | Député du Gard (1894-1898) |
|                                          |                   | Fernand de Ramel                                                                                        | Monarchiste      | Député du Gard (1889-1914) |
| 1884                                     | 1896              | Émile Espérandieu                                                                                       | SE               | |
| 1925                                     |                   | Fernand Valat                                                                                           | SFIC             | Député du Gard (1936-1942) |
| 1935                                     | 19 octobre 1939   | Louis Henri Chapon                                                                                      | SFIC             | Conseiller général 1925 Suspendu |
| 1939                                     | 19 novembre 1939  | Numa Privat                                                                                             |                  | |
| 1939                                     | 1944              | Marcel Farger,                                                                                          |                  | Président de la délégation spéciale Conseiller départemental (1942-1945) |
| 1945                                     | 1947              | Gabriel Roucaute                                                                                        | PCF              | Député du Gard (1945-1958) |
| 1947                                     | 1948              | Paul Béchard                                                                                            | SFIO             | Député du Gard (1945-1948, 1951-1955) puis de la quatrième circonscription du Gard (1958-1967) Secrétaire d'État à plusieurs reprises (entre 1946 et 1948)                                                                                  |
| 1948                                     | 1953              | Marcel Barreau                                                                                          | SFIO             | Conseiller général du Canton d'Alès-Ouest (1949-1955) |
| 1953                                     | 1965              | Paul Béchard                                                                                            | SFIO             | Député du Gard (1945-1948, 1951-1955) puis de la quatrième circonscription du Gard (1958-1967) Conseiller général du Canton de Pont-Saint-Esprit (1958-1973) Président du Conseil général du Gard (1961-1973)) Sénateur du Gard (1955-1958) |
| 1965                                     | 1985              | Roger Roucaute                                                                                          | PCF              | Député de l'Ardèche (1945-1951, 1956-1958), Député du Gard (1962-1978) |
| 1985                                     | 1989              | Gilbert Millet                                                                                          | PCF              | Député du Gard (1967-1968, 1973-1981, 1988-1993) |
| 1989                                     | 1995              | Alain Fabre                                                                                             | PS               | |
| 1995                                     | 2025              | Max Roustan                                                                                             | UDF, UMP puis LR | Député du Gard (1993-1997, 2002-2012), ancien conseiller régional (1998-2004) |
| 2025                                     | en cours          | Christophe Rivenq                                                                                       | LR               | |
| Les données manquantes sont à compléter. |                   | |                  | |

## Source
- J. Martin, Recueil administratif de la ville d'Alais contenant les arrêtés, règlements, instructions et actes divers d’intérêt municipal ou communal, 1858